# Kabinett von Hassel II
Das Kabinett von Hassel II bildete vom 27. Oktober 1958 bis zum 7. Januar 1963 die Landesregierung von Schleswig-Holstein.
| Amt                                    | Name                                                                       | Partei | Partei                          |
| -------------------------------------- | -------------------------------------------------------------------------- | ------ | ------------------------------- |
| Ministerpräsident                      | Kai-Uwe von Hassel                                                         |        | CDU                             |
| Stellvertreter des Ministerpräsidenten | Bernhard Leverenz bis 21. Oktober 1962 Helmut Lemke                        |        | FDP                             |
| Stellvertreter des Ministerpräsidenten | Bernhard Leverenz bis 21. Oktober 1962 Helmut Lemke                        | CDU    |                                 |
| Inneres                                | Helmut Lemke                                                               |        | CDU                             |
| Finanzen                               | Carl-Anton Schaefer bis 6. November 1961 Hartwig Schlegelberger            |        | CDU                             |
| Wirtschaft und Verkehr                 | Hermann Böhrnsen                                                           |        | CDU                             |
| Kultus                                 | Edo Osterloh                                                               |        | CDU                             |
| Ernährung, Landwirtschaft und Forsten  | Claus Sieh bis 29. Oktober 1962 Ernst Engelbrecht-Greve                    |        | CDU                             |
| Justiz                                 | Bernhard Leverenz bis 21. Oktober 1962 Kai-Uwe von Hassel geschäftsführend |        | FDP                             |
| Justiz                                 | Bernhard Leverenz bis 21. Oktober 1962 Kai-Uwe von Hassel geschäftsführend | CDU    |                                 |
| Arbeit, Soziales und Vertriebene       | Lena Ohnesorge                                                             |        | GB/BHE ab 22. Oktober 1959: CDU |